# Monumento al Mártir
El Monumento al Mártir (en bengalí: শহীদ মিনার o Shaheed Minar) es un monumento nacional en Daca, Bangladés, creado para conmemorar los muertos durante las manifestaciones del Movimiento por la Lengua Bengalí de 1952.
El 21 de febrero de 1952, decenas de estudiantes y activistas políticos fueron asesinados cuando la policía pakistaní abrió fuego contra los manifestantes bengalíes que reclamaban igualdad de su lengua materna, el bengalí. La masacre se produjo cerca del Colegio médico de Daca y del Parque Ramna en Daca. Un monumento improvisado fue erigido el 23 de febrero por los estudiantes de la Universidad de Daca y otras instituciones educativas, pero pronto fue demolido el 26 de febrero por la policía pakistaní. Fue reconstruido dos veces más.